# Minibidion tricolor
Minibidion tricolor är en skalbaggsart som beskrevs av Martins och Maria Helena M. Galileo 2007. Minibidion tricolor ingår i släktet Minibidion och familjen långhorningar. Inga underarter finns listade i Catalogue of Life.